# شنای قورباغه
شنای قورباغه گونه‌ای از ورزش شنا است. شنای قورباغه قدیمی‌ترین و رایج‌ترین گونه شنا است. دلیل این امر این است که در این نوع از شنا، شناگر قادر به تنفس راحت در حین شنا نیز هست.
در استخرها گونه‌هایی از شنا که در آغاز به شناگران آموخته می‌شود معمولاً اول شنای کرال سینه و شنای قورباغه‌است.
شنای قورباغه یکی از چهار نوع شنای اصلی است که مسابقات آن رسماً برگزار می‌شود و در عین حال این شنا علاقه‌مندان بسیاری دارد، زیرا احتیاج کمتری به صرف انرژی نسبت به شنای کرال سینه دارد. یادگیریش آسان است. این شنا برای مسافت‌های طولانی مناسب است، علاوه بر این، شنای قورباغه هم برای شنا کردن در دریا و هم در موقع نجات غریق مفید است. این شنا، کندترین نوع شنا بین چهار نوع شنای اصلی است.
شنای قورباغه در واقع به این شکل انجام می‌شود که بدن در حالتی افقی بر روی آب قرار گرفته؛ هر دو دست، آب را از جلو گرفته و توسط کف و ساعد به طرف عقب و زیر شکم می‌کشند و از همان زیر آب، به جلو آمده کشیده می‌شوند و مجدداً عمل کشش آب توسط دست‌ها انجام می‌گردد. پاها نیز توسط فشار و ضربه‌ای که به آب وارد می‌آورند آب را به عقب می‌رانند. بدین روش که هر ضربه توسط کف پا زده می‌شود و برای اینکار مفصل ضربه و فشار لازم به آب وارد می‌شود. این نوع شنا را بعضی از مربیان قورباغه تجارتی نام گذاشته‌اند.

## فنون و مهارت‌ها

### عملکرد پاها
بدن به حالت شناور روی آب قرار می‌گیرد. ساق پا ابتدا به سمت باسن خم می‌شود. در ناحیه تهیگاه خمیدگی ملایمی نیز ایجاد می‌شود. زانوها به اندازه ۱۵ سانتی متر در هنگام خم شدن زانوها از یکدیگر فاصله می‌گیرند، اندک زمانی قبل از آنکه پاشنهٔ پاها به باسن برسند، پنجه پاها به طرف نازک نی و زانو کشیده می‌شوند و پاشنهٔ پاها به داخل نزدیک می‌شوند . اکنون ساق پا همزمان از طرفین حرکت کرده و دایره‌ای را در جهت عقب ترسیم می‌کند و کف پاها نیز با فشار خود آب را به عقب می‌رانند.
به محض اینکه مرحله فشار تمام شد، پاها به‌طور کشیده و مستقیم در مجاورت یکدیگر در داخل آب قرارمی‌گیرند. ضربه‌های پای شنای قورباغه باید توسط تخته شنا به منظور به دست آوردن تکنیک و مکانیک صحیح حرکت آن انجام شود. به وسیلهٔ تخته شنا، شناگر و مربی بهتر متوجه می‌شوند که ضربه‌های وارده یا حرکت‌های انجام شده توسط پاها به چه میزان تأثیر داشته و چقدر باعث جلو رفتن شناگر می‌شود و در عین حال حالت و شرایط پاها کاملاً مشخص می‌شود. اما باید توجه داشت که در هنگام استفاده از تخته شنا و پا زدن با آن، دست‌ها کشیده شود و تخته را به جلو متمایل سازد و درعین حال شانه‌ها را کاملاً به پائین و داخل آب فرو ببرد.
باید توجه داشته باشید که پاشنه‌های پا از سطح آب خارج نگردد و اگر چنین موردی را در موقع آوردن پا به جلو مشاهده کردید، باید زانوها را کمی بیشتر به زیر لگن خاصره و باسن برده و به شکم نزدیک سازید. این عمل باعث می‌شود که پاشنه پاها به پائین برود، یعنی جایی که باید باشد. و وقتی پاشنه‌های پا در زیر سطح آب باشد نشان می‌دهد که نیروی وارده توسط کف پا کاملاً اثر می‌نماید. در شنای قورباغه حرکت‌های پا بسیار مهم است. زیرا ۵۰ در صد پیشروی بدن در آب مرهون ضربه‌های پا به خصوص از ناحیه کف پا می‌باشد.
درعین حال باید در نظر داشت که در بین شناگران قورباغه رو، بعضی‌ها حرکت دستشان قوی است و باعث پیش روی بیشترشان می‌شود و بعضی دیگر حرکت پاهایشان. ضربه پاها باید حتی المقدور با کف پا باشد و بدین علت است که لازم است مچ پاها به‌طور کامل دارای انعطاف‌پذیری باشند. برای اینکه مشخص شود که مفصل مچ پای شناگر به اندازه کافی دارای جنبش پذیری است یا نه، آزمایش ساده‌ای وجود دارد. بدین طریق که شناگر مستقیم می‌ایستد، در حالیکه پاهایش نزدیک به هم است و دست‌هایش را پشت سر نگه داشته سعی می‌کند در همان حالت بنشیند و باسن او به پاهایش بچسبد. اگر نتواند چنین کند و پاشنه‌ها از زمین جدا شود یا به عقب بیفتد، نشانه این است که مفصل مچ به اندازه کافی جنبش پذیر نیست. البته در بعضی‌ها به علت سفت بودن تاندون آشیل یا کشیده نبودن عضلات ساق قادر نیستند این آزمایش را به خوبی انجام دهند. جهت جنبش پذیری مفاصل، شناگر باید در خشکی خوب تمرین کند.

#### تمرینات آموزشی برای بهبود عملکرد پا
- کارآموز شناگر روی لبه استخر به قراری که هر دو دست به عقب تکیه داده شده می‌نشیند. در این حالت ساق هر دو پا آویزان در داخل آب قرار می‌گیرند. زانوها به اندازه عرض شانه‌ها از یکدیگر فاصله دارند و درحالی که پنجه هردو پا به طرف ساق پاها و خارج متمایل می‌باشند، کارآموز شنا گر با هردو پای خود دایره‌ای را درآب ترسیم می‌نماید. در هنگام اجرای این حرکت، آب توسط کف پای کارآموز فشرده می‌شود. در انتهای حرکت، پنجهٔ پاها، مجدداً کشیده شده و هر دو پا مستقیم در مجاورت یکدیگر قرارمی‌گیرند تا حرکت بعدی را شروع نمایند.
- با گرفتن موج گیر روی سطح صورت را بین دو دست بر روی سطح آب قرار می‌دهیم. در این حالت مبادرت به انجام پای قورباغه می‌نماییم. زانوها نباید به هنگام زدن ضربه از یکدیگر فاصله داشته باشند. کارآموز باید حالت جمع، باز بسته را فراموش نکند. حتماً مربی بایستی این حرکت را قبل از اینکه کارآموز انجام دهد، خود به او نشان دهد.
- تمرین ترکیبی: برای اینکه حرکت پا بهتر و مؤثرتر آموزش داده شود، کار آموز روی آب به شکم دراز می‌کشد. برای تعادل بهتر، کار آموز با یک دست موج گیر و با دست دیگر کمی پایین تر از موج گیر را می‌گیرد. نفر دوم با گرفتن کف پای نفری که دراز کشیده، عمل مقاومت آب را در مقابل فشار کف و ساق پا به عقب انجام می‌دهد.
- با گرفتن تخته شنا توسط دو دست، مسافت‌های کوتاه بدون تنفس همراه با پای قورباغه طی شود.
- انجام تمرین قبلی بدون استفاده از تخته شنا. دست‌ها کاملاً کشیده و صورت در بین دست‌ها قرار می‌گیرد.
- کارآموز شناگر در حالی که بر روی شکم در سطح آب دراز کشیده‌است مبادرت به انجام پای قورباغه می‌نماید. ضمناً درهمین حالت نفر دوم دست‌های نفر اول را گرفته و آهسته به عقب گام بر می‌دارد.

#### اشتباهات رایج و روش تصحیح آن
اشتباه: زانوها بیش از حد معمول از یکدیگر جدا و باز شوند.
اصلاح: زانوها نباید بیش از عرض شانه از یکدیگر جدا شوند.
اشتباه: کشیدگی پنجه پاها در هنگام وارد کردن فشار توسط کف پا به آب .
اصلاح: کف پا به طرف خارج چرخانیده شود و پنجه پاها به طرف انگشت کوچک پا رانده شود.
اشتباه: کشیدن زانو به زیر شکم
اصلاح : کف پاها درابتدای مرحله فشار باید به سطح آب متمایل باشد.

### عملکرد دست
دست‌ها با فاصله‌ای در حدود ۲۰-۱۵ سانتی متر در زیر آب با آرنج‌های کشیده، آب را به طرفین و انتهای بدن می‌کشند. ضمناً کف دست‌ها به‌طور مورّب به طرف خارج از بدن قرار خواهند داشت.
هنگامی که دست‌ها از طرفین در حدود ۴۰-۳۰ سانتی متر از یکدیگر جدا شدند، مفصل آرنج شروع به خم شدن می‌نماید. با خم شدن مفصل آرنج‌ها بازوها و دست‌ها می‌توانند حول محور طولی خود به حرکت درآیند.
توجه داشته باشید که جهت آرنج‌ها به طرف بالا بوده و در تمام مرحلهٔ حرکت بالاتر از سایر قسمت‌های زیر مفصل آرنج خواهد بود. هنگام کشش، آرنج‌ها نباید به هیچ وجه از ارتفاع شانه بالاتر باشند، ولی باید نسبت به ساعد و کف دست‌ها در سطح بالاتری قرار داشته باشند تا به این طریق شناگر بتواند عمل کشش و فشار را بهتر انجام دهد.
درطول دامنه کشش هنگامی که مچ و کف دست‌ها کمی مانده در امتداد و زیر شانه قرار بگیرند، مرحله‌ای است که به اندازه کافی از یکدیگر فاصله گرفته و دراین زمان فشارآغاز می‌گردد. مرحله فشار هنگامی شروع می‌شود که کف دست‌ها به طرف داخل حرکت می‌کنند و آرنج‌ها نیز به طرف بالاتنه آورده می‌شود.
پس از اتمام مرحله فشار مچ و دست‌ها از زیر خط میان بدن باید به جلو هدایت شوند. کف دست‌ها نیز باید نزدیک به یکدیگر قرار داشته باشند.
پس از اینکه دست‌ها کاملاً به جلو هدایت شدند، برای مدتی بسیار کوتاه در همان حالت، بی حرکت خواهند ماند. این بی حرکتی برای سرخوردن و کشش بدن به جلو صورت می‌گیرد و بعد از آن کشش و حرکت مجدد دست‌ها آغاز می‌شود.

#### تمریناتی برای بهبود عملکرد دست
- در حالی که کار آموز شناگر به روی سینه در آب قرار گرفته، برای تعادل بهتر با یک دست تخته شنا را گرفته و با دست دیگر تمرین می‌کند و بعد با دست راست تخته شنا را می‌گیرد و با دست چپ شروع به تمرین می‌کند، برای برقراری تعادل، شیئی شناور را به پای خود بسته، تا اینکه پای شما به پایین نرود.
- در حالی که یک پا به جلو و پای دیگر به عقب است در داخل آب قرار می‌گیریم. سپس با خم نمودن بالا تنه به جلو، مبادرت به انجام دست قورباغه می‌نماییم. در هنگام اجرای این تمرین صورت در داخل آب قرار خواهد داشت.
- پس از سرخوردن در آب اقدام به زدن دست قورباغه می‌نماییم . برای متعادل نگه داشتن بدن یک تخته شنا بین دو ران قرار می‌دهیم.
- کار آموز شناگر به روی شکم در سطح آب قرار می‌گیرد، در حالی که یک نفر هر دو پای او را از پشت گرفته و او را به طرف جلو می‌راند. ضمناً در همین حالت کار آموز شناگر اقدام به انجام دست قورباغه می‌نماید.

#### اشتباهات رایج و روش صحیح آن
اشتباه: آرنج‌ها بالاتر از شانه کشیده شوند.
صحیح: هنگامی که مرحله کشش در مقابل شانه‌ها به اتمام رسید، آرنج‌ها باید پایین تر از شانه‌ها قرار داشته باشند.
اشتباه: پایین افتادن آرنج‌ها در هنگام کشش.
صحیح: بالاتر کشیدن آرنج‌ها از ساعد و دست.
اشتباه: خم نمودن مفصل مچ دست و به حرکت در آوردن کف دست‌ها در مقابل مقاومت آب.
صحیح: مستقیم و راست نگاه داشتن مفصل مچ دست و به حرکت در نیاوردن دست در مقابل آب.
اشتباه: پشت سرهم زدن دست‌ها.
صحیح: زدن دست‌ها با مکث و فکر.

### هماهنگی حرکات دست و پا
اکنون به شرح هماهنگی حرکت دست و پای قورباغه بدون عمل تنفس می‌پردازیم . پس از سرخوردن در آب حرکت دست‌ها شروع می‌شود. دست‌ها قبل از شروع حرکت به‌طور کامل کشیده هستند. سر بین دو دست قرار خواهد داشت. در مرحله‌ای که کشش دست‌ها به اتمام رسیده و مرحله فشار شروع می‌شود، حرکت پا آغاز می‌شود. در زمانی که هدایت دست‌ها به طرف جلو رو به اتمام است، فشار پا به آب آغاز می‌گردد. لحظه‌ای قبل از شروع مجدد حرکت دست‌ها و پاها مرحله‌ای است که بدن به طرف جلو پیش روی می‌کند و در این زمان کوتاه است که هم حرکت دست و هم حرکت پا متوقف خواهند بود. توجه داشته باشید که آموزش این بی حرکتیِ کوتاه از نکات اساسی در آموزش شنای قورباغه می‌باشد.

#### تمریناتی برای بهبود هماهنگی حرکات دست و پا
- با فشار پا به دیوار استخر در آب سر می‌خوریم. در حال سر خوردن بدن و دست‌ها باید کاملاً کشیده باشند. قبل از اتمام سرخوردن یک دست قورباغه زده می‌شود و متعاقب آن دو حرکت پای قورباغه و پس از اتمام دو حرکت پا مجدداً حرکت دست انجام می‌گیرد. لازم به اشاره‌است که در هنگام اجرای این تمرین صورت در داخل آب قرار خواهد داشت.
- اجرای تمرین قبلی با این تفاوت که به جای دو پای قورباغه یک پای قورباغه زده می‌شود. بدین معنی که پس از یک دست قورباغه تنها یک پای قورباغه زده می‌شود.

### حرکت دست‌ها به همراه تنفس
با شروع مرحله کشش، سر به تدریج از آب بالا می‌آید، به طوری که در آغاز مرحله فشار، سر آنقدر از آب خارج شده که دهان برای عمل دم آزاد است و انگشت‌ها به طرف پایین قرار دارد.
بد نیست اشاره شود که بالاتنه در مرحله فشار نباید به طرف بالا یا پایین حرکت نماید، زیرا با این عمل از حرکت مستقیم بدن به جلو جلوگیری شده و ضمناً به نیروی مقاومت آب و مصرف انرژی افزوده می‌شود. البته به محض اینکه دهان آزاد شد عمل دم از طریق آن صورت می‌گیرد. عمل بازدم در هنگام هدایت دست‌ها به جلو و روبروی صورت و نیز در هنگام کشش توسط بینی انجام می‌گیرد.
بد نیست اشاره شود که صورت در هنگام هدایت دست‌ها به جلو در داخل آب قرار دارد و بدن به طور کامل کشیده‌است.

#### اشتباهات رایج و روش صحیح آن
اشتباه: سر، دیر از آب بیرون آید و عمل دم به تأخیر افتد.
صحیح: با شروع کشش دست‌ها، سر به تدریج از آب بیرون می‌آید به طوری که دهان با شروع مرحله فشار آزاد شده تا عمل دم به آسانی انجام گیرد.
اشتباه: در هنگام دم بدن از آب تا سینه خارج شود.
صحیح: درمرحله دم سر فقط تا  گردن از آب بیرون می‌آید و کف دست‌ها آب، را تنها به طرف انتهای بدن به حرکت درمی آورند.

## مسابقات
در مسابقات قانون این است که ۲ دست به دیوار برخورد کند.
مسابقات این رشته در پنجاه متر صد متر و دویست متر برگزار می شود. 